# Welttag gegen die Todesstrafe
Der Welttag gegen die Todesstrafe wird seit dem Jahr 2003 jährlich am 10. Oktober begangen. Seit 2007 ist dieser Tag in Europa auch der Europäische Tag gegen die Todesstrafe.
Hintergrund ist der Kampf gegen die Todesstrafe, deren weltweite Abschaffung gefordert wird.
Der Welttag gegen die Todesstrafe wurde im Jahr 2003 erstmals begangen. Initiatoren waren die Weltkoalition gegen die Todesstrafe und Amnesty International. Für Europa beschloss das Ministerkomitee des Europarates am 26. September 2007, den 10. Oktober auch als europäischen Gedenktag zu begehen.